# Закшув (Сьредський повіт)
Закшув (пол. Zakrzów, нім. Seedorf) — село в Польщі, у гміні Шрода-Шльонська Сьредського повіту Нижньосілезького воєводства.
Населення — 157 осіб (2011).
У 1975-1998 роках село належало до Вроцлавського воєводства.

## Демографія
Демографічна структура станом на 31 березня 2011 року:
|          | Загалом | Допрацездатний вік | Працездатний вік | Постпрацездатний вік |
| -------- | ------- | ------------------ | ---------------- | -------------------- |
| Чоловіки | 76      | 13                 | 57               | 6                    |
| Жінки    | 81      | 20                 | 47               | 14                   |
| Разом    | 157     | 33                 | 104              | 20                   |